# Peter Thaborita
Petrus Jacobi Thaborita (cuyo nombre real era Peter Jacobusz van Bolsward) (Bolsward, Frisia, 1450 - 1527) fue un monje de Frisia, historiador y escritor. Fue especialmente famoso por sus escritos sobre el legendario guerrero y pirata neerlandés Pier Gerlofs Donia, y por escribir las últimas palabras de Donia. En la ampliación de obras de van Thaborita Bolsward se encuentra información sobre los frisones, caciques y caudillos Jancko Douwama y Haring Harinxma (los antepasados de Donia). El escritor holandés Conrad Busken Huet utilizó muchas de las descripciones de Thaborita de figuras históricas en sus últimos libros. También tradujo la descripción de Donia. Thaborita se recluyó en un monasterio a una edad avanzada.